# Pak Se-ri

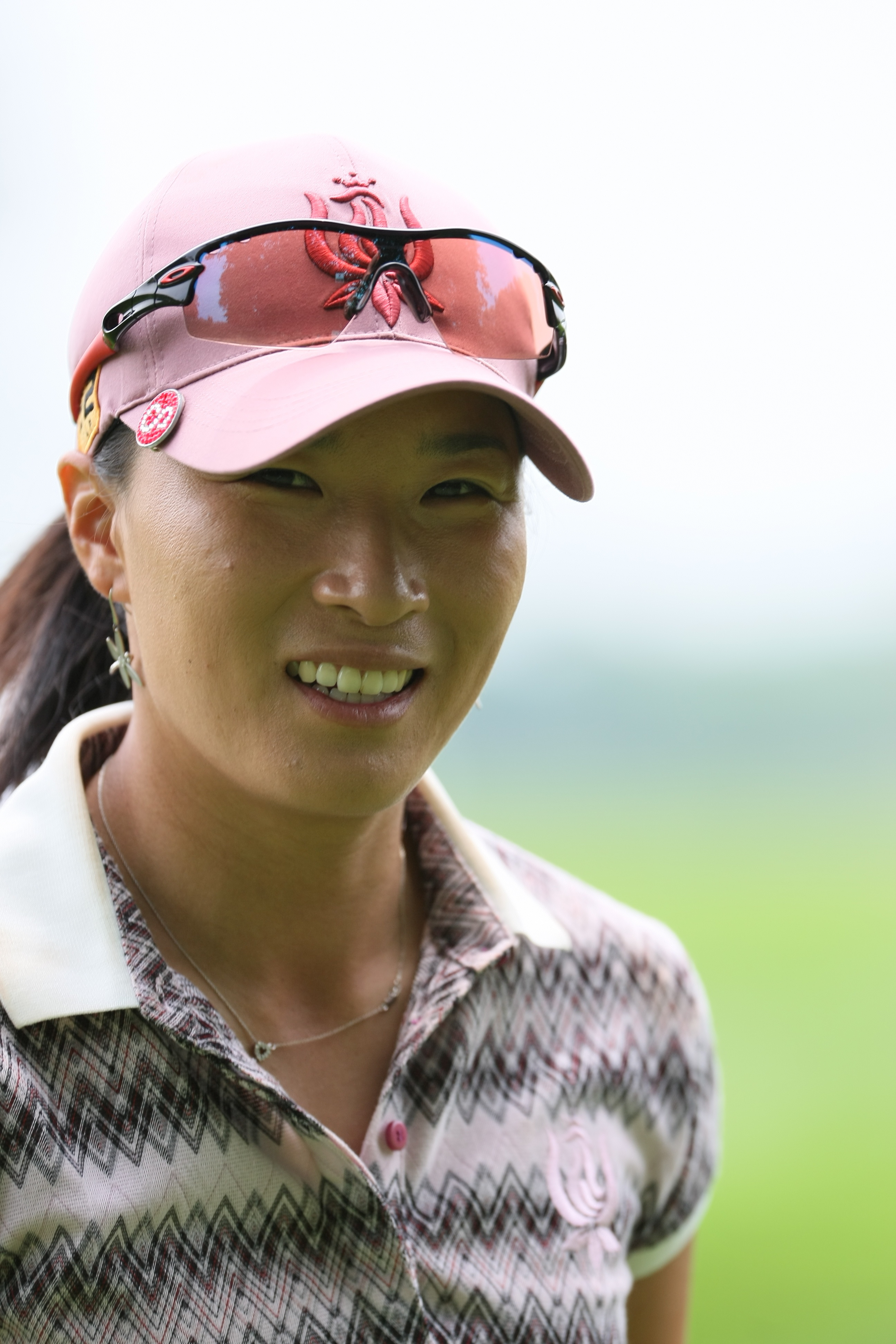
LPGA Kampioenschap 2009

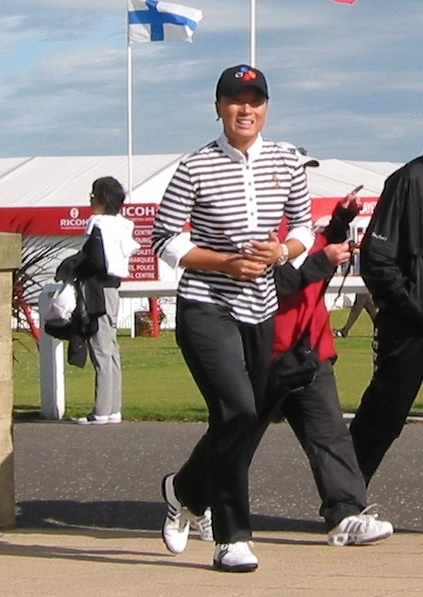
Brits open 2007

Pak Se-ri (Daejeon, 28 september 1977) is een Zuid-Koreaanse professionele golfspeelster, sedert 1998 actief op de LPGA Tour. Ze woont in Orlando (Florida).
Ze begon met golf op 14-jarige leeftijd; als amateur won ze 30 toernooien in Zuid-Korea. In 1996 werd ze beroeps en ging spelen in de Koreaanse LPGA Tour. Daar won ze in 1996-97 zes toernooien. In 1997 kwalificeerde ze zich voor de Amerikaanse LPGA Tour van het seizoen 1998.
In dat eerste jaar op deze tour won ze meteen twee "majors", namelijk de LPGA Championship (haar eerste overwinning op de Tour) en de US Women's Open na een play-off over 20 holes met de amateur Jenny Chuasiriporn; na de reglementaire play-off over 18 holes was de stand nog gelijk en ze won na de tweede hole van een "sudden-death" play-off. Met 92 holes is dit het langste toernooi in de geschiedenis van de professionele damesgolfsport.
Verdere overwinningen in majors volgden in 2001 (het Women's British Open) en 2002 (een tweede zege in het LPGA Championship). In deze seizoenen bereikte ze de tweede plaats op de wereldranglijst. Verder behaalde ze ook nog een tweede plaats in de US Women's Open van 2001 en de Women's British Open van 2003.
Tijdens het seizoen 2004 kreeg ze te maken met een burn-out, en het volgende jaar 2005 was een dieptepunt in haar carrière; ze kreeg verschillende kwetsuren aan de nek, schouder en rug en na een kwetsuur aan haar vinger tijdens de Women's British Open moest ze de rest van het seizoen laten schieten. Haar beste prestatie in 2005 was een gedeelde 27e plaats op de Kraft Nabisco Championship.
Aan deze donkere periode maakte ze een einde toen ze in juni 2006 de LPGA Championship voor de derde keer wist te winnen, dankzij een play-offzege tegen Karrie Webb.

## Overwinningen op de LPGA Tour
| Jaar  | Overwinningen            |
| ----- | ------------------------ |
| 1998  | 4                        |
| 1999  | 4                        |
| 2000  | 0 (beste resultaat: 3e)  |
| 2001  | 5                        |
| 2002  | 5                        |
| 2003  | 3                        |
| 2004  | 1                        |
| 2005  | 0 (beste resultaat: 27e) |
| 2006* | 1                        |
| 2007  | 1                        |
| 2008  | 0                        |
| 2009  | 0                        |
| 2010  | 1                        |
| 2011  | 0                        |
| 2012  | 0                        |